# Beaver Dam (Kentucky)
Beaver Dam é uma cidade localizada no estado americano de Kentucky, no Condado de Ohio.

## Demografia
Segundo o censo americano de 2000, a sua população era de 3033 habitantes. 
Em 2006, foi estimada uma população de 3166, um aumento de 133 (4.4%).

## Geografia
De acordo com o United States Census Bureau tem uma área de 
6,5 km², dos quais 6,5 km² cobertos por terra e 0,0 km² cobertos por água.

## Localidades na vizinhança
O diagrama seguinte representa as localidades num raio de 24 km ao redor de Beaver Dam. 